# Temporada 1993-1994 de la UE Figueres
El retorn a Segona Divisió B va provocar una important davallada d'abonats de l'entitat. El Consell d'Administració, presidit per Albert Domínguez, feu un considerable i meritori esforç per cobrir el pressupost i millorar significativament el capítol d'ingressos atípics. El club fitxà el tècnic Waldo Ramos i col·locà el central Pere Gratacós, retirat del futbol actiu, com a ajudant de l'entrenador. El fisioterapeuta i llicenciat d'Educació Física David Capel substituí Carles Tome. Ismael Dos Santos es mantingué en el càrrec de preparador físic i coordinador del futbol base.
L'estiu i la pretemporada tornaren a ser moguts. El defensa gironí Ramon de Quintana s'enfrontà al club a través del seu pare. Al final el jugador acabà fitxant per l'Osasuna. Lluís Cembranos tornà al FC Barcelona. Johan Cruyff el tenia ben ullat i no tardaria a fer-lo debutar amb el primer equip. Àngel Campos protagonitzà un altre fet polèmic, quan signà contracte amb el Palamós, deixant la junta figuerenca amb un pam de nas. Alejo i Vilanova, des de Galícia, recomanaren el fitxatge d'un porter desconegut, Emilio López (Celta). La plantilla rebé l'arribada dels vallesans Manolo Sánchez, Ramón i Priego (Sabadell) aprofitant el descens burocràtic d'aquest equip. També s'incorporaren Sagué i Planagumà (Girona FC), Quique i Curós (Olot), Keko (Granollers), Espejo (Sporting, cedit), Boixassa (Escola Garrotxa, posteriorment cedit al Roses), i Àngel Cortada (que retornà de Vilobí on havia jugat cedit).
Els intocables Duran, Ferrer, Comas, Valentín i Márquez formaven l'espina dorsal d'un equip que aspirava de nou a l'ascens. Els acompanyava el serbi Stoja, l'únic estranger que continuava en el club, malgrat que en aquella categoria no estaven permesos, perquè tenia encara un any de contracte.
Començà la lliga, i la Unió aviat se situà entre els primers. El 3 d'octubre, el club reté un merescut homenatge als dos socis de més edat: Anna Cusí i Riera de Vall (90 anys) i Josep Costa i Llandrich (86 anys). Després d'empatar a casa amb el Manlleu (0-0), sorgí una frase que es reiterà sovint per justificar els resultats poc llustrosos: «L'equip no està adaptat a la categoria.»
El 31 d'octubre moria l'expresident Francesc Sargatal.
Waldo Ramos fou qüestionat pel seu mètode de treball i per la imatge que donava l'equip en el camp. El 21 de novembre Stoja ja no va jugar: «Ha plegat», va dir de manera seca un directiu. Arribà ràpidament un substitut, l'exlleidatà Bernal.
Dos fets marcaren Nadal: el porter Emilio havia tret definitivament l'opció de la titularitat a Quim Ferrer, que, molt professionalment, acatà la decisió del tècnic i continuà treballant a l'espera d'una oportunitat, que no va arribar. Per un altre costat, el 22 de desembre, la Lliga de Futbol Professional aprovà inicialment una presumpta reestructuració de Segona A en dos grups. La reestructuració va ser la taula de salvació a la qual s'agafà la Unió, els jugadors, els directius, els aficionats i els periodistes per a tornar l'equip on era pocs mesos abans.
En el darrer partit de la primera volta, el Figueres empatà a casa sense gols amb el líder, el Gramenet (28+10). Els figuerencs eren vuitens amb 21+1. A finals de gener arribaren Embela (Terol) i Engonga (Racing). El 30 de gener, l'equip guanyà el Santa Eulàlia d'Eivissa (0-1). La jornada següent empatà contra el Cartagena (0-0) i sumava deu partits d'imbatibilitat amb el peculiar honor de ser el conjunt que havia empatat més partits de tot el futbol nacional. El 27 de febrer la Unió guanyà 3-4 a Premià i se situà en tercer lloc (35+7). La victòria següent davant l'Andorra a Vilatenim (1-0) suposà la quinzena jornada d'imbatibilitat... però els rumors d'un possible cessament de Waldo reneixeren. El 3-0 en el camp del Yeclano el 13 de març va fer caure l'entrenador. Waldo Ramos fou destituït «perquè l'equip no fa espectacle.» La Unió estava en quart lloc, amb plaça de play-off d'ascens, amb 35+7. Davant el Sant Andreu (1-0, gol d'Embela) debutà el tècnic argentí Raúl Longhi, que abans havia entrenat el Nàstic i també l'Espanyol. La reestructuració sonava amb força de nou. El 27 de març el Figueres visitava Montilivi, 3.000 espectadors van anar a veure el partit. La Unió perdé per la mínima.
El 10 d'abril passà un fet sense precedents: el València B visità l'Estadi de Vilatenim. El cel estava tapat, la temperatura no era excessivament baixa. Tot semblava normal. Començà el partit i queien algunes gotes que de mica en mica es tornaren més grosses, compactes i blanquinoses. De cop, caigué la calamarsada més gran que s'havia vist en molts anys. Per la ràdio s'anuncià que «l'àrbitre suspèn el partit en el minut 19 perquè el camp ha quedat totalment tapat per l'aigua gelada.» A la Rambla no hi havia caigut ni una gota. El partit es reprengué el 20 d'abril, però acabà com va començar (0-0).
Amb la Unió lluitant per una plaça de promoció, Márquez fallà un penal en el minut 90 en el camp del Llevant amb 2-1 en el marcador. Per guanyar-se de nou l'afició, Márquez fou el màxim protagonista del partit següent davant el Manacor (3-0), fent dos dels tres gols, i l'equip tornà al quart lloc de la classificació.
A la darrera jornada, els nois de Longhi empataren al camp del campió, la Gramenet (1-1), amb gol de Márquez al minut 81.
A la lliga regular, el Figueres acabà 4t classificat, amb 46 punts, 14 victòries, 18 empats i 6 derrotes, amb 42 gols a favor i 28 en contra.
El Consell d'Administració de la Unió Esportiva Figueres va programar a les acaballes de la temporada 1993-94 els actes de celebració del 75è aniversari de la fundació de l'entitat. Xavier Xinxó, secretari general de l'entitat, coordinava aquells actes amb el suport de diversos consellers de la Societat. El 12 d'abril de 1994 va ser el dia escollit per a la celebració dels primers esdeveniments. Era dimarts, i el president Albert Domínguez va inaugurar una exposició retrospectiva a la sala de l'Antic Escorxador, a partir del fons fotogràfic i documental de Ricard Falcó. El mateix dimarts, l'Ajuntament va lliurar a l'entitat la Fulla de Figuera de Plata de la ciutat, i a l'expresident Emili Bach, la Medalla de Plata al Mèrit Esportiu. El secretari general de l'Esport de la Generalitat, Josep Lluís Vilaseca, va anunciar l'atorgament a Bach de la medalla de Forjador de l'Esport. En aquella mateixa sessió, presidida per l'alcalde Marià Lorca, Albert Domínguez va lliurar la insígnia d'Or de l'entitat al pintor Josep Martínez Lozano, que va oferir una aquarel·la commemorativa al club. En acabar la temporada, la Unió va organitzar un Fòrum de debat al Museu de l'Empordà. A finals de març de 1995, el mateix Museu va acollir una històrica subhasta d'art, en què van participar la majoria de pintors de reconegut prestigi de la comarca.
Gramenet, Manlleu, Llevant i Figueres, per aquest ordre, es barrejaren amb els quatre primers classificats dels altres grups de Segona B per decidir el nom dels quatre ascensos a Segona Divisió A. La Unió empatà el primer partit a casa amb l'Alavès (1-1) amb gol de Ramón; empatà també a Huelva amb el Recreativo tot i jugar amb nou jugadors (0-0), el guanyà a Vilatenim (1-0) amb gol també de Ramón, i empatà a Vitòria amb una defensa èpica i amb un camp de Mendizorroza abocat sobre l'Alavès (0-0). Figueres i Getafe CF s'ho havien de jugar tot en un doble enfrontament. A l'Alt Empordà continuà la sequera (0-0). El partit el televisà el Canal 33, igual que el decisiu de tornada. En el camp de Las Margaritas de Getafe CF, el públic cridava consignes anticatalanes. L'afició figuerenca no fallà i es desplaçà amb autocar fins a Madrid. EI partit resultà vibrant, però la pressió ambiental pesà massa sobre l'àrbitre López de la Fuente. Márquez fou objecte d'un penal de llibre que el col·legiat, proper a la jugada, no s'atreví a assenyalar. L'empat inicial es tornà dramàtic. El Getafe CF ascendí i el Figueres es mantingué per segon any consecutiu a Segona B. La Unió només havia encaixat un gol en tot el play-off. La festa del 75è aniversari quedà coixa.

## Fets destacats
1993
- 5 de setembre: primera jornada de lliga, a Alcoi, contra el CE Alcoià, amb empat a 2 gols.[11]
- 15 de setembre: El Figueres cau eliminat de la Copa del Rei a l'estadi d'Anoeta de Sant Sebastià contra la Reial Societat, a la tornada de la tercera ronda.[12]

1994
- 14 de març: la junta directiva destitueix l'entrenador Waldo Ramos.[3]
- 16 de març: el club fitxa l'entrenador Raúl Longhi pel que resta de temporada.[4]
- 1 de maig: últim partit de la lliga regular, en què el Figueres aconsegueix un punt al camp de la UDA Gramenet per accedir a la lligueta de play-off d'ascens a Segona Divisió A.[5]
- 24 de maig: el Figueres cau eliminat de la Copa Catalunya a quarts de final contra el FC Andorra.[13]
- 11 de juny: últim partit de la lligueta d'ascens a Segona Divisió A, en què el Figueres empata a 0 gols al camp del Getafe CF. El resultat impedeix el retorn del Figueres a la divisió de plata.[10]

## Plantilla
| Núm. | Pos. |                     | Jugador                                  | Procedència            | Temporada |
| ---- | ---- | ------------------- | ---------------------------------------- | ---------------------- | --------- |
|      | POR  | Catalunya           | Joaquim Ferrer Sala (Ferrer)             | Real Murcia CF         | 1986-1987 |
|      | POR  | Galícia             | Emilio López Fernández (Emilio)          | Celta de Vigo          | 1993-1994 |
|      | DEF  | Catalunya           | Albert Valentín Escolano (Valentín)      | FC Barcelona B         | 1986-1987 |
|      | DEF  | Catalunya           | Arseni Comas Julià (Comas)               | CD Logroñés            | 1988-1989 |
|      | DEF  | Catalunya           | Joan Sagué Turón (Sagué)                 | Girona FC              | 1993-1994 |
|      | DEF  | Catalunya           | Albert Planagumà Casals (Planagumà)      | Girona FC              | 1993-1994 |
|      | DEF  | Catalunya           | Manuel Sánchez Ramírez (Manolo)          | CE Sabadell FC         | 1993-1994 |
|      | DEF  | Catalunya           | Carles Curós Hurtado (Curós)             | UE Olot                | 1993-1994 |
|      | DEF  | Astúries            | Francisco Javier Espejo Ropero (Espejo)  | Sporting de Gijón B    | 1993-1994 |
|      | MIG  | Catalunya           | Josep Duran Pagès (Duran)                | Girona FC              | 1977-1978 |
|      | MIG  | Catalunya           | Rafael Pino Salas (Pino)                 | AEC Manlleu            | 1992-1993 |
|      | MIG  | Catalunya           | Francisco Javier Priego Redondo (Priego) | CE Sabadell FC         | 1993-1994 |
|      | MIG  | Catalunya           | Àngel Cortada Borràs (Cortada)           | Vilobí CF              | 1993-1994 |
|      | MIG  | Castella - la Manxa | Juan Ignacio Bernal Díaz (Bernal)        | UE Lleida              | 1993-1994 |
|      | MIG  | Cantàbria           | Óscar Engonga Maté (Engonga)             | Racing de Santander    | 1993-1994 |
|      | DAV  | Catalunya           | Bartolomé Márquez López (Tintín Márquez) | RCD Espanyol           | 1988-1989 |
|      | DAV  | Sèrbia              | Zoran Stojadinović (Stojadinović)        | Deportivo de La Coruña | 1992-1993 |
|      | DAV  | Catalunya           | Francesc Xavier Ramón Matas (Ramón)      | CE Sabadell FC         | 1993-1994 |
|      | DAV  | Catalunya           | Francisco Martínez Jiménez (Keko)        | EC Granollers          | 1993-1994 |
|      | DAV  | Catalunya           | Enrique Beltrán Rodríguez (Quique)       | UE Olot                | 1993-1994 |
|      | DAV  | Catalunya           | José Manuel Embela Pi (Embela)           | CD Teruel              | 1993-1994 |
|      | DAV  | País Valencià       | Juan Carlos Murgui Pardo (Murgui)        | FC Barcelona B         | 1993-1994 |

Llegenda:  ·   Capità  ·   Juvenil  ·   Lesionat  ·   Altes  ·   Passaport europeu  ·   Extracomunitari  ·   Extracomunitari sense restricció
Altres jugadors utilitzats a la pretemporada: Francesc Xinxó (juvenil), Álvarez Blanco (Palencia CF), Jordi Boixassa Bueno (Escola Garrotxa), Francesc Prats Viñas (juvenil), Alberto Mesas Ruiz (juvenil), Isaac Parés (juvenil)
| Baixes                         | Destinació        |
| Àngel Campos Lloret            | Palamós CF        |
| Ramon de Quintana Dalmau       | CA Osasuna        |
| César López Jaso               | Utebo FC          |
| Jordi Codina Güell Russet      | Vila-real CF      |
| Vladan Dimitrijevic            | Albacete Balompié |
| Javier Marín Salvador          | CE Premià         |
| Pedro Fuertes Amorós           | Real Zaragoza     |
| Alejo Indias Álvarez           | Celta de Vigo     |
| Imanol Urbieta Illarramendi    | Real Unión        |
| Luis Cembranos Martínez        | FC Barcelona B    |
| José Antonio Vera Navarro      | FC Andorra        |
| Jordi Roura Solà               | UE Sant Andreu    |
| Carlos Ovidio Bango Cuervo     | Sporting de Gijón |
| José Manuel Monsalvete Herrera | UD Melilla        |
| David Ros Ocaña                | CE Premià         |
| Ángel González Castaños        | EC Granollers     |
| Dejan Marković                 | CD Logroñés       |
| Goran Kopunović                | Ferencváros       |
| Joaquín López López            | CE Premià         |
| Edelmiro Rangil Plazas         | UDA Gramenet      |
| Pere Gratacós Boix             |                   |
| Antonio Marín Estany           |                   |
| Gilberto Navarro Ortiz         |                   |

## Resultats
| Amistosos |

| 7 agost 1993 | CF Esplais | 0 – 2           | UE Figueres          | Castelló d'Empúries                          |  |
|              |            | Diari de Girona | 55' Keko · 65' Sagué | Camp de futbol municipal · 300 espectadors · |  |

| 10 agost 1993 | FC L'Escala | 1 – 3           | UE Figueres                 | L'Escala                   |  |
|               | Ribera 76'  | Diari de Girona | 10' 12' Márquez · 53' Mesas | Camp de futbol municipal · |  |

| 14 agost 1993                       | UE Olot | 0 – 4           | UE Figueres                                        | Banyoles                            |  |
| XXV Torneig de l'Estany - Semifinal |         | Diari de Girona | 17' Pino · 42' Stojadinović · 54' Ramón · 64' Keko | Nou Municipal de Banyoles · Ribas · |  |

| 15 agost 1993                   | Palamós CF                                       | 4 – 1 (pr.)   | UE Figueres      | Palamós                                                            |  |
| XXV Torneig de l'Estany - Final | Segura 14' · Àlex 93' · Lima 110' · Vílchez 116' | El Punt Diari | 32' Stojadinović | Nou Estadi de Palamós · 1.100 espectadors · Miquel Noguer Planas · |  |

| Copa Catalunya |

| 24 maig 1994    | FC Andorra                        | 3 – 1           | UE Figueres      | Barcelona                                                |  |
| Quarts de final | Leo 25' · Molinero 75' · Raúl 88' | Mundo Deportivo | 66' (p.p.) Jonás | Camp Municipal Narcís Sala · Gonzalo Aguilera Hernando · |  |

| Copa del Rei |

| 18 agost 1993    | CE Sabadell FC | 1 – 1           | UE Figueres | Sabadell                                                      |  |
| 1a ronda - Anada | Garzón 54'     | Mundo Deportivo | 13' Márquez | Nova Creu Alta · 500 espectadors · Víctor Germán Mars Lluis · |  |

| 21 agost 1993      | UE Figueres | 1 – 0           | CE Sabadell FC | Figueres                                                 |  |
| 1a ronda - Tornada | Márquez 44' | Mundo Deportivo |                | Municipal de Vilatenim · Rafael Xavier Vilaseca Arroyo · |  |

| 25 agost 1993    | FC Andorra           | 2 – 1           | UE Figueres | Andorra la Vella                         |  |
| 2a ronda - Anada | Roberto 84' (p.) 85' | Mundo Deportivo | 44' Márquez | Estadi Comunal · Eduardo Pérez Sánchez · |  |

| 29 agost 1993      | UE Figueres                              | 4 – 1           | FC Andorra  | Figueres                 |  |
| 2a ronda - Tornada | Ramón 62' 68' · Duran 77' · Valentín 90' | Mundo Deportivo | 59' Roberto | Municipal de Vilatenim · |  |

| 2 setembre 1993  | UE Figueres | 1 – 1           | Reial Societat | Figueres                                                             |  |
| 3a ronda - Anada | Quique 48'  | Mundo Deportivo | 73' Uría       | Municipal de Vilatenim · 4.000 espectadors · Celino Gracia Redondo · |  |

| 15 setembre 1993   | Reial Societat                    | 4 – 0           | UE Figueres | Sant Sebastià                                                              |  |
| 3a ronda - Tornada | Kodro 4' 49' 89' · Luis Pérez 15' | Mundo Deportivo |             | Estadi d'Anoeta · 12.000 espectadors · Francisco José Santamaría Uzqueda · |  |

| Segona Divisió B Fase regular - Grup 3 |

| 5 setembre 1993 | CE Alcoià            | 2 – 2           | UE Figueres               | Alcoi                                                 |  |
| Jornada 1       | Merino 44' · xxx 45' | Mundo Deportivo | 10' 70' (p.) Stojadinović | Camp Municipal del Collao · José Precioso Rodríguez · |  |

| 12 setembre 1993 | UE Figueres                      | 3 – 0           | Nàstic de Tarragona | Figueres                                                 |  |
| Jornada 2        | Stojadinović 47' 72' · Ramón 77' | Mundo Deportivo |                     | Municipal de Vilatenim · José Antonio Hernández Calvet · |  |

| 19 setembre 1993 | CE L'Hospitalet | 1 – 1           | UE Figueres | L'Hospitalet de Llobregat                          |  |
| Jornada 3        | Serrano 62'     | Mundo Deportivo | 15' Duran   | Camp de futbol municipal · Eduardo Pérez Sánchez · |  |

| 26 setembre 1993 | UE Figueres                                                  | 5 – 0           | Penya Esportiva Santa Eulària | Figueres                                     |  |
| Jornada 4        | Ramón 2' 91' · Stojadinović 45' · Valentín 59' · Márquez 83' | Mundo Deportivo |                               | Municipal de Vilatenim · Tulio Tevar Muñoz · |  |

| 3 octubre 1993 | UE Figueres      | 1 – 1           | FC Cartagena  | Figueres                                            |  |
| Jornada 5      | Stojadinović 92' | Mundo Deportivo | 35' Rafa Bono | Municipal de Vilatenim · Juan Vicente Granell Gil · |  |

| 6 octubre 1993 | CD Cieza                        | 3 – 1           | UE Figueres | Cieza                                     |  |
| Jornada 6      | Juanjo II 29' 48' · Granero 71' | Mundo Deportivo | 30' Márquez | La Arboleja · Emilio José Rubio Iniesta · |  |

| 10 octubre 1993 | UE Figueres | 0 – 0           | AEC Manlleu | Figueres                                             |  |
| 16:30 Jornada 7 |             | Mundo Deportivo |             | Municipal de Vilatenim · Gonzalo Aguilera Hernando · |  |

| 17 octubre 1993 | UE Rubí   | 1 – 1           | UE Figueres | Rubí                                             |  |
| Jornada 8       | Verdú 75' | Mundo Deportivo | 55' Priego  | Camp d'Esports · Felipe Santiago Crespo García · |  |

| 24 octubre 1993 | UE Figueres                | 3 – 0           | CE Premià | Figueres                                            |  |
| Jornada 9       | Ramón 5' 22' · Márquez 85' | Mundo Deportivo |           | Municipal de Vilatenim · Salvador Burrueco Moreno · |  |

| 31 octubre 1993 | FC Andorra | 1 – 1           | UE Figueres | Andorra la Vella                                 |  |
| Jornada 10      | Ferrer 64' | Mundo Deportivo | 86' Ramón   | Estadi Comunal · Rafael Xavier Vilaseca Arroyo · |  |

| 7 novembre 1993 | UE Figueres | 1 – 0           | Yeclano CF | Figueres                                              |  |
| Jornada 11      | Priego 76'  | Mundo Deportivo |            | Municipal de Vilatenim · Jesús José Granel Martínez · |  |

| 10 novembre 1993 | UE Sant Andreu          | 2 – 1           | UE Figueres      | Barcelona                                       |  |
| Jornada 12       | Conget 11' · Manolo 14' | Mundo Deportivo | 29' (p.) Márquez | Municipal Narcís Sala · Eduardo Pérez Sánchez · |  |

| 14 novembre 1993 | UE Figueres              | 2 – 2           | Girona FC              | Figueres                                            |  |
| Jornada 13       | Priego 80' · Cortada 95' | Mundo Deportivo | 21' Melero · 45' Jimmy | Municipal de Vilatenim · Víctor Germán Mars Lluis · |  |

| 21 novembre 1993 | Benidorm CF      | 1 – 0           | UE Figueres | Benidorm                                            |  |
| Jornada 14       | Del Castillo 70' | Mundo Deportivo |             | Estadi Municipal de Foietes · Jesús Ortuño Bernal · |  |

| 28 novembre 1993 | UE Figueres | 0 – 0           | Elx CF | Figueres                                           |  |
| Jornada 15       |             | Mundo Deportivo |        | Municipal de Vilatenim · Miguel Ángel Pérez Lasa · |  |

| 5 desembre 1993 | València CF B | 0 – 0           | UE Figueres | Paterna                                                 |  |
| Jornada 16      |               | Mundo Deportivo |             | Ciutat Esportiva de Paterna · Antonio Peñalver Solano · |  |

| 12 desembre 1993 | UE Figueres | 0 – 0           | Llevant UE | Figueres                                                   |  |
| Jornada 17       |             | Mundo Deportivo |            | Municipal de Vilatenim · Gabriel Guillermo Alemany Ramis · |  |

| 19 desembre 1993 | CE Manacor | 0 – 2           | UE Figueres              | Manacor                               |  |
| Jornada 18       |            | Mundo Deportivo | 50' Márquez · 51' Espejo | Na Capellera · Vicente Cerdá Albert · |  |

| 2 gener 1994 | UE Figueres | 0 – 0           | UDA Gramenet | Figueres                                     |  |
| Jornada 19   |             | Mundo Deportivo |              | Municipal de Vilatenim · Ramón Inglés Solé · |  |

| 9 gener 1994 | UE Figueres | 0 – 0           | CE Alcoià | Figueres                                                  |  |
| Jornada 20   |             | Mundo Deportivo |           | Municipal de Vilatenim · Francisco Manuel Osorio Martín · |  |

| 16 gener 1994 | Nàstic de Tarragona | 1 – 2           | UE Figueres          | Tarragona                                           |  |
| Jornada 21    | Rodri 89'           | Mundo Deportivo | 48' Ramón · 75' Keko | Nou Estadi de Tarragona · Miguel Ángel Pérez Lasa · |  |

| 23 gener 1994 | UE Figueres | 1 – 1           | CE L'Hospitalet | Figueres                                             |  |
| Jornada 22    | Duran 4'    | Mundo Deportivo | 64' José Mari   | Municipal de Vilatenim · Gonzalo Aguilera Hernando · |  |

| 30 gener 1994 | Penya Esportiva Santa Eulària | 0 – 1           | UE Figueres | Santa Eulària des Riu                               |  |
| Jornada 23    |                               | Mundo Deportivo | 8' Márquez  | Camp de futbol municipal · José Luis Rico Íñiguez · |  |

| 6 febrer 1994 | FC Cartagena | 0 – 0           | UE Figueres | Cartagena                                |  |
| Jornada 24    |              | Mundo Deportivo |             | Estadi Cartagonova · Tulio Tevar Muñoz · |  |

| 13 febrer 1994 | UE Figueres                         | 3 – 0           | CD Cieza | Figueres                                         |  |
| Jornada 25     | Quique 40' · Bernal 74' · Ramón 92' | Mundo Deportivo |          | Municipal de Vilatenim · José María Gil García · |  |

| 20 febrer 1994 | AEC Manlleu | 1 – 1           | UE Figueres | Manlleu                                                       |  |
| Jornada 26     | Barnils 1'  | Mundo Deportivo | 23' Embela  | Estadi Municipal de Manlleu · Rafael Xavier Vilaseca Arroyo · |  |

| 23 febrer 1994 | UE Figueres            | 2 – 1           | UE Rubí            | Figueres                                            |  |
| Jornada 27     | Quique 8' · Embela 85' | Mundo Deportivo | 94' (p.) Campuzano | Municipal de Vilatenim · Juan Vicente Granell Gil · |  |

| 27 febrer 1994 | CE Premià                            | 3 – 4           | UE Figueres                                       | Premià de Mar                                     |  |
| Jornada 28     | Cristo 4' · Vicens 44' · Serrano 87' | Mundo Deportivo | 21' Embela · 42' Engonga · 68' Ramón · 81' Espejo | Camp de futbol municipal · Carlos Campos Andreu · |  |

| 6 març 1994 | UE Figueres | 1 – 0           | FC Andorra | Figueres                                     |  |
| Jornada 29  | Ramón 12'   | Mundo Deportivo |            | Municipal de Vilatenim · Ramón Inglés Solé · |  |

| 13 març 1994 | Yeclano CF                | 3 – 0           | UE Figueres | Iecla                                                      |  |
| Jornada 30   | Bagur 45' · Parra 51' 62' | Mundo Deportivo |             | Municipal La Constitución · Josep Vicent Ferré Domínguez · |  |

| 20 març 1994 | UE Figueres | 1 – 0           | UE Sant Andreu | Figueres                                                  |  |
| Jornada 31   | Embela 71'  | Mundo Deportivo |                | Municipal de Vilatenim · Fermín Venancio Sánchez García · |  |

| 27 març 1994 | Girona FC  | 1 – 0           | UE Figueres | Girona                                    |  |
| Jornada 32   | Melero 55' | Mundo Deportivo |             | Montilivi · Salvador Montesinos Mariano · |  |

| 3 abril 1994 | UE Figueres | 0 – 0           | Benidorm CF | Figueres                                            |  |
| Jornada 33   |             | Mundo Deportivo |             | Municipal de Vilatenim · Antonio Villacampa Duque · |  |

| 6 abril 1994 | Elx CF | 0 – 1           | UE Figueres | Elx                                                                |  |
| Jornada 34   |        | Mundo Deportivo | 84' Keko    | Estadi Martínez Valero · 1.500 espectadors · Jesús Ortuño Bernal · |  |

| 16 abril 1994 | Llevant UE                   | 2 – 1           | UE Figueres | València                                                 |  |
| Jornada 36    | Quini 9' · Portillo 54' (p.) | Mundo Deportivo | 64' Ramón   | Estadi Ciutat de València · José Luis García Domínguez · |  |

| 20 abril 1994 | UE Figueres | 0 – 0           | València CF B | Figueres                                          |  |
| Jornada 35    |             | Mundo Deportivo |               | Municipal de Vilatenim · Abilio García Carreras · |  |

| 24 abril 1994 | UE Figueres                  | 3 – 0           | CE Manacor | Figueres                                           |  |
| Jornada 37    | Quique 33' · Márquez 45' 73' | Mundo Deportivo |            | Municipal de Vilatenim · Javier Sarrión Martínez · |  |

| 1 maig 1994 | UDA Gramenet | 1 – 1           | UE Figueres | Santa Coloma de Gramenet                                |  |
| Jornada 38  | Carmona 21'  | Mundo Deportivo | 81' Márquez | Camp municipal del Fondo · Fernando Iglesias Figueroa · |  |

| Segona Divisió B Lligueta d'ascens a Segona Divisió A - Grup A |

| 8 maig 1994 | UE Figueres | 1 – 1           | Deportivo Alavés | Figueres                                                                    |  |
| Jornada 1   | Ramón 7'    | Mundo Deportivo | 12' Mujika       | Municipal de Vilatenim · 1.500 espectadors · Francisco Javier Muñoz Juste · |  |

| 15 maig 1994 | Recreativo de Huelva | 0 – 0           | UE Figueres | Huelva                                                                |  |
| Jornada 2    |                      | Mundo Deportivo |             | Estadi de Colombino · 5.000 espectadors · Manuel Luis Méndez Martín · |  |

| 21 maig 1994 | UE Figueres | 1 – 0           | Recreativo de Huelva | Figueres                                            |  |
| Jornada 3    | Ramón 70'   | Mundo Deportivo |                      | Municipal de Vilatenim · Juan Vicente Granell Gil · |  |

| 28 maig 1994 | Deportivo Alavés | 0 – 0           | UE Figueres | Vitòria                                                                 |  |
| Jornada 4    |                  | Mundo Deportivo |             | Estadi de Mendizorrotza · 7.000 espectadors · Luis Armando Ruiz Campo · |  |

| 5 juny 1994 | UE Figueres | 0 – 0           | Getafe CF | Figueres                                           |  |
| Jornada 5   |             | Mundo Deportivo |           | Municipal de Vilatenim · Xabier Eleicegui Uranga · |  |

| 11 juny 1994 | Getafe CF | 0 – 0           | UE Figueres | Getafe                                                         |  |
| Jornada 6    |           | Mundo Deportivo |             | Las Margaritas · 7.000 espectadors · José López de la Fuente · |  |

## Classificació

### Lliga regular
| Pos. | Equip                         | J  | G  | E  | P  | GF | GC | DG  | pts. |
| --- | ----------------------------- | -- | -- | -- | -- | -- | -- | --- | ---- |
| 1r | UDA Gramenet                  | 38 | 24 | 10 | 4  | 67 | 27 | +40 | 58   |
| 2n | AEC Manlleu                   | 38 | 19 | 10 | 9  | 57 | 40 | +17 | 48   |
| 3r | Llevant UE                    | 38 | 18 | 11 | 9  | 56 | 34 | +22 | 47   |
| 4t | UE Figueres                   | 38 | 14 | 18 | 6  | 46 | 28 | +18 | 46   |
| 5è | FC Cartagena                  | 38 | 17 | 11 | 10 | 45 | 30 | +15 | 45   |
| 6è | CE L'Hospitalet               | 38 | 16 | 13 | 9  | 65 | 37 | +28 | 45   |
| 7è | UE Sant Andreu                | 38 | 16 | 12 | 10 | 62 | 34 | +28 | 44   |
| 8è | Benidorm CF                   | 38 | 12 | 18 | 8  | 40 | 36 | +4  | 42   |
| 9è | CE Alcoià                     | 38 | 12 | 17 | 9  | 53 | 42 | +11 | 41   |
| 10è | Yeclano CF                    | 38 | 14 | 11 | 13 | 42 | 34 | +8  | 39   |
| 11è | Nàstic de Tarragona           | 38 | 15 | 9  | 14 | 56 | 47 | +9  | 39   |
| 12è | Elx CF                        | 38 | 13 | 12 | 13 | 42 | 34 | +8  | 38   |
| 13è | València CF B                 | 38 | 12 | 13 | 13 | 51 | 50 | +1  | 37   |
| 14è | FC Andorra                    | 38 | 11 | 13 | 14 | 45 | 51 | -6  | 35   |
| 15è | Girona FC                     | 38 | 11 | 11 | 16 | 36 | 60 | -24 | 33   |
| 16è | CE Premià                     | 38 | 11 | 11 | 16 | 49 | 60 | -11 | 33   |
| 17è | UE Rubí                       | 38 | 9  | 15 | 14 | 42 | 55 | -13 | 33   |
| 18è | Penya Esportiva Santa Eulària | 38 | 5  | 9  | 24 | 29 | 75 | -46 | 19   |
| 19è | CD Cieza                      | 38 | 8  | 3  | 27 | 32 | 85 | -53 | 19   |
| 20è | CE Manacor                    | 38 | 6  | 7  | 25 | 22 | 78 | -56 | 19   |
| En groc, els equips que disputaren la lligueta de promoció a Segona Divisió A, i en vermell, els que descendiren a Tercera Divisió. |                               |    |    |    |    |    |    |     |      |

### Lligueta d'ascens - grup A
| Pos.                                                   | Equip                | J | G | E | P | GF | GC | DG | pts. |
| ------------------------------------------------------ | -------------------- | - | - | - | - | -- | -- | -- | ---- |
| 1r                                                     | Getafe CF            | 6 | 3 | 3 | 0 | 9  | 3  | +6 | 9    |
| 2n                                                     | UE Figueres          | 6 | 1 | 5 | 0 | 2  | 1  | +1 | 7    |
| 3r                                                     | Deportivo Alavés     | 6 | 1 | 3 | 2 | 4  | 6  | -2 | 5    |
| 4t                                                     | Recreativo de Huelva | 6 | 1 | 1 | 4 | 4  | 9  | -5 | 3    |
| En verd, els equips que ascendiren a Segona Divisió A. |                      |   |   |   |   |    |    |    |      |

## Estadístiques individuals
| Jugador                         | P. | T. | S. | M.   | G. | TG | TV |
| ------------------------------- | -- | -- | -- | ---- | -- | -- | -- |
| Emilio López Fernández          | 37 | 37 | 0  | 3290 | 0  | 1  | 1  |
| Joaquim Ferrer Sala             | 1  | 1  | 1  | 130  | 0  | 0  | 0  |
| Joan Sagué Turón                | 35 | 35 | 0  | 3139 | 0  | 5  | 1  |
| Albert Valentín Escolano        | 29 | 29 | 0  | 2469 | 1  | 11 | 2  |
| Francisco Javier Espejo Ropero  | 31 | 29 | 2  | 2446 | 2  | 13 | 2  |
| Manolo Sánchez Ramírez          | 30 | 28 | 2  | 2512 | 0  | 14 | 2  |
| Quique Beltrán Rodríguez        | 30 | 25 | 5  | 2266 | 3  | 5  | 0  |
| Carles Curós Hurtado            | 26 | 24 | 2  | 2186 | 0  | 8  | 0  |
| Albert Planagumà Casals         | 22 | 21 | 1  | 1783 | 0  | 3  | 1  |
| Arseni Comas Julià              | 20 | 15 | 5  | 1418 | 0  | 5  | 1  |
| Pitu Duran Pagès                | 24 | 21 | 3  | 1817 | 2  | 8  | 1  |
| Francisco Javier Priego Redondo | 26 | 20 | 6  | 1803 | 3  | 4  | 1  |
| Rafael Pino Salas               | 20 | 12 | 8  | 1063 | 0  | 5  | 1  |
| Juan Ignacio Bernal Díaz        | 15 | 11 | 4  | 928  | 1  | 5  | 0  |
| Àngel Cortada Borràs            | 14 | 6  | 8  | 585  | 1  | 1  | 0  |
| Óscar Engonga Maté              | 7  | 4  | 3  | 443  | 1  | 4  | 1  |
| Tintín Márquez López            | 35 | 33 | 2  | 2953 | 9  | 16 | 1  |
| Francesc Xavier Ramón Matas     | 31 | 31 | 0  | 2631 | 11 | 7  | 1  |
| Keko Martínez Jiménez           | 22 | 10 | 12 | 1126 | 2  | 2  | 0  |
| José Manuel Embela Pi           | 15 | 13 | 2  | 1129 | 4  | 0  | 0  |
| Juan Carlos Murgui Pardo        | 11 | 5  | 6  | 457  | 0  | 1  | 0  |
| Zoran Stojadinović              | 8  | 8  | 0  | 651  | 6  | 1  | 0  |